# João, o Silencioso
João, o Silencioso (Nicópolis, Armênia, 8 de janeiro de 454 - Laura de São Savas, c. 558), também conhecido como João, o Hesicasta (Grego: Ἅγιος Ἰωάννης ὁ Ἡσυχαστής) e João, o Silencioso do Monastério de São Savas, foi um santo cristão conhecido por viver sozinho por 76 anos. Ele recebeu a denominação de "o Silencioso" por causa de sua afinidade com a lembrança e o silêncio.

## Vida

### Início da vida
João nasceu em 454, em Nicópolis, na Armênia, de uma família cristã, principalmente de generais e governadores, quando jovem, ele começou a estudar as Sagradas Escrituras e desenvolveu um amor pela solidão e pela oração. Quando seus pais, Encrácio e Eufêmia, ricos e respeitados, morreram quando ele tinha 18 anos, ele construiu, utilizando a sua herança, um mosteiro e uma igreja dedicada à Teotóco. Se assentou, então, no mosteiro com 10 outros jovens monges, começando dessa forma uma vida de mortificação e abnegação, traços os quais são registrados por seu biógrafo. Sob a direção de João, eles levaram uma austera vida ascética e de devoção, praticando o jejum, a oração e a temperança na igreja fundada.
João construiu uma reputação de liderança e santidade, o que levou o arcebispo de Sebaste a consagrá-lo bispo de Colônia (Taxara) na Armênia Prima, em 482. João, com apenas 28 anos na época não desejava esse papel, no entanto, exerceu o cargo de bispo por nove anos, mantendo o espírito e disciplina monástica. Em 490, no entanto, diante do fato de que seu cunhado Pasínico estava oprimindo a Igreja que presidia João, tentando limitar a autoridade dos oficiais da Igreja e violandio o direito de asilo do recinto da igreja ao remover à força aqueles que ali buscavam refúgio, foi a Constantinopla para pedir a intervenção do imperador Zenão para reprimir a perseguição local. Cumprida sua missão, não voltou para Colônia, mas buscando voltar a uma vida de reclusão foi para Jerusalém para ser um anacoreta.

### O monastério de São Savas
Seu biógrafo diz que, enquanto estava orando uma noite, João viu uma cruz brilhante se formar no ar e ouviu uma voz dizer a ele: “Se você deseja ser salvo, siga esta luz”. Ele viu a luz se mover e apontar para o mosteiro de São Savas. Assim, aos 38 anos ingressou como um noviço no mosteiro, que abrigava 150 monges. Por volta de 494, São Savas, hegúmeno do mosteiro, assentou João em uma eremitagem separada para contemplação ininterrupta. Sendo assim, cinco dias por semana ele jejuava, nunca saindo de sua cela nesse meio-tempo, e somente aos sábados e domingos ia à missa pública. Após três anos disso, ele foi nomeado mordomo do mosteiro.
João não havia contado a ninguém que era bispo, então, depois de quatro anos, São Savas, que havia submetido João a todos os tipos de provações e o havia encontrado pronto para realizar até os trabalhos mais comuns e humildes, considerou-o digno de receber o sacerdócio e, para esse fim, o apresentou ao patriarca Elias de Jerusalém.  Eles viajaram para o Calvário para a ordenação, mas, ao chegarem, João solicitou uma audiência privada com o patriarca, de modo que o disse: “Santo Padre, tenho algo para comunicar a você em particular; depois disso, se me julgar digno, receberei as ordens sagradas”. Eles conversaram em particular após promessa de sigilo. “Padre, fui ordenado bispo; mas por causa da multidão de meus pecados fugi e vim a este deserto para esperar a visita do Senhor". O patriarca mesmo surpreso, disse depois a São Savas: “Desejo ser dispensado de ordenar este homem, por causa de alguns detalhes que ele me revelou”. São Savas temeu que João tivesse cometido um crime e depois de orar, Deus revelou a verdade a ele. Savas reclamou com João sobre manter o segredo dele e esse quis deixar o mosteiro. Entretanto, Savas o convenceu a ficar prometendo manter seu segredo. Dessa forma, João, então, ficou em sua cela por quatro anos, sem falar com ninguém, exceto com a pessoa que lhe trazia as necessidades.

### Eremitagem no Deserto
Em 503, alguns discípulos turbulentos forçaram São Savas a deixar seu mosteiro, São João mudou-se, então, para o deserto de Rouba, onde permaneceu recluso e levando uma vida extremamente ascética por seis anos, em silêncio, conversando apenas com Deus e comendo apenas de raízes e ervas silvestres. Quando São Savas voltou para sua comunidade, ele encontrou João e o convenceu a voltar para o mosteiro. João havia se acostumado a falar apenas com Deus e encontrava apenas amargura e vazio em qualquer outra coisa, valorizava a obscuridade e a humildade, então queria viver desconhecido dos homens, mas não conseguiu. Ele voltou com São Savas e viveu em sua cela por mais quarenta anos. Durante esse tempo, ele não afastou as pessoas que desejavam sua instrução.
Uma dessas pessoas foi Cirilo de Citópolis, que escreveu sobre a vida de João. Os dois homens se conheceram quando João tinha 90 anos e Cirilo tinha 16. Cirilo perguntou-lhe o que fazer da vida e João recomendou que se juntasse à Laura de Santo Eutímio, mas Cirilo não deu ouvidos. Em vez disso, ele foi para um pequeno mosteiro na margem do rio Jordão. Ele adoeceu lá e lamentou profundamente não ter ouvido o santo. Segundo, Cirilo, enquanto estava lá, João apareceu a ele em um sonho e depois de repreendê-lo por não obedecer disse que se ele voltasse para o mosteiro de Santo Eutímio, ele ficaria bom e encontraria sua salvação. No dia seguinte, ele o fez e ficou bem novamente. João morreu no Mosteiro São Savas em 558, com a idade de 104 anos. Assism senod, ele viveu em solidão por 76 anos, interrompido apenas pelos 9 anos em que foi bispo